# Kamisama Dolls
Kamisama Dolls (神様ドォルズ Kamisama Dooruzu?) es una serie de manga escrita e ilustrada por Hajime Yamamura. Una adaptación a serie de anime comenzó a emitirse el 6 de julio de 2011

## Argumento
La historia gira en torno a Kyōhei Kuga, un estudiante universitario que creció en una remota villa que adora a una especie de robots conocidos como kakashi - como si fueran dioses. Kyouhei toma la decisión de mudarse lejos, concretamente a Tokio y se olvida de su vida anterior. Sin embargo, se encuentra con su hermana menor Utao y su kakashi (Kukuri) en Tokio. Ella está ahí para avisarle sobre un fugitivo de nombre Aki quien, junto a su propio kakashi, es el culpable de un horripilante crimen que Kyōhei acaba de presenciar. Evidentemente, se da cuenta de que no puede escapar de las tradiciones de su villa.

## Personajes
Kyōhei Kuga (枸雅 匡平 Kuga Kyōhei?)
 Seiyū: Nobuhiko Okamoto
Estudiante de la Universidad N y protagonista de la serie. Dejó su pueblo natal y sus deberes como Seki para poder vivir en paz en Tokio. Él originalmente controlaba a Kukuri, pero después de dejar de ser Seki, se le confió esa labor a su hermana menor, Utao.
Hibino Shiba (史場 日々乃 Shiba Hibino?)
 Seiyū: Ai Kayano
Hibino es una atractiva joven que asiste a la misma universidad que Kyohei, el que está enamorado desde hace mucho tiempo en ella, pero ella no es consciente de sus propios sentimientos por él. A causa de su belleza, muchos de sus compañeros de curso y colegas le han pedido una cita, pero ella le ha dado una respuesta negativa a todos. A pesar de que su padre vino de la misma aldea que la familia de Kyohei, ella nunca supo de los secretos de la aldea, hasta que invitó a Kyohei (cuyo apartamento fue destruido) y Utao a vivir con ellos. De acuerdo con Aki, el afecto de Kyohei hacia ella es porque Hibino se parece a una antigua profesora de este.

### Seki
Utao Kuga (枸雅 詩緒 Kuga Utao?)
 Seiyū: Misato Fukuen
Utao es la hermana menor de Kyohei y la actual usuaria de Kukuri. Ella llegó a Tokio para reunirse con su hermano por temor a que Aki fuera tras él. Sus temores se confirman y después de la destrucción del departamento de su hermano durante su pelea con Aki, ella y Kyohei se mudan a casa de Hibino. Trabaja en la cafetería Shiba mientras su hermano le entrena en como controlar a Kukuri.
Aki Kuga (枸雅 阿幾 Kuga Aki?)
 Seiyū: Ryohei Kimura
Un amigo de la infancia de Kyohei y otro usuario de un kakashi que fue encarcelado desde que comenzó a usar sus poderes para asesinar gente. Poco después de enterarse de que Kyohei dejó la aldea, se escapó de su confinamiento y se dirigió a Tokio para enfrentarse a él. Él dice que los dos son culpables del mismo "pecado" y que Kyohei no puede vivir la vida como si nada hubiera sucedido.
Kōshirō Hyūga (日向 暁 Hyūga Kōshirō?)
 Seiyū: Katsuki Murase
Un Seki que pertenece a la familia Hyūga. Él y Kirio tienen como misión capturar a Aki y llevarlo de vuelta a la aldea.
Kirio Hyūga (日向 桐生 Hyūga Kirio?)
 Seiyū: Yumiko Kobayashi
Seki de la familia Hyūga. Al parecer es el hermano gemelo de Utao, el cual fue criado secretamente por la familia Hyūga durante 12 años, este es el "compañero" de Kōshirō Hyūga hasta capturar a Aki .
Mahiru Hyūga (日向 まひる Hyūga Mahiru?)
 Seiyū: Kana Hanazawa
Seki de la familia Hyūga, que considera a todos los otros Seki inferiores a ella a excepción de Kyohei ya que salvó su vida cuando eran niños al desatar el verdadero poder de Kukuri y desde entonces desarrolló un amor obsesivo por él. Ella es la prima de Kōshirō y sobresale en el control de su muñeca, Magatsuhi, cuya habilidad especial es detener los movimientos de otras muñecas '

### Kakashi
Kukuri (ククリ?)
Kakashi de Utao Kuga. Asemeja la forma de un kokeshi. Posee dos brazos, de los cuales el derecho posee un cuchillo.
Kuramitsuha (クラミツハ?)
Kakashi de Aki Kuga.Posee dos filosas cuchillas como brazos, puede aparecer solo la punta de las cuchillas sin que se vea el resto del cuerpo.
Uwazutsu (ウワヅツ?)
Kakashi de Kōshirō Hyūga. Su habilidad especial es el poder teletransportarse, además de poseer un gran olfato lo que le permite localizar a su objetivo si tiene su aroma, a pesar de no estar a la vista.
Takemikazuchi (タケミカヅチ?)
Kakashi de Kirio Hyūga. Asemeja la forma de una anguila, posee un brazo y sus ataques se basan en descargas eléctricas.
Magatsuhi (マガツヒ?)
Kakashi de Miharu Hyūga. Posee dos brazos a la forma de tenazas extensibles, pero su habilidad especial es crear, mediante la unión de hilos, una zona donde los kakashi no pueden ser controlados si permanecen en ella.

## Media

### Anime
Una adaptación a anime fue anunciado en febrero de 2011. El elenco y el personal ha sido anunciado en el sitio web oficial de la adaptación al anime. La serie salió al aire el 6 de julio de 2011 con Brain's Base a cargo de la animación. Los temas de Apertura y Cierre estuvieron a cargo de Chiaki Ishikawa, para el de apertura Fukanzen Nunshō y para el de cierre Switch ga Ittara.

#### Lista de episodios
| #  | Título                                                                                                 | Estreno                  |
| -- | --- | ------------------------ |
| 1  | «A God Arrives» «Kami wa ki tari te» (神は来たりて) España: «Un Dios llega»                            | 6 de julio de 2011       |
| 2  | «God's Special Training» «Kamisama no tokkun» (神様の特訓) España: «Entrenamiento especial de un Dios» | 12 de julio de 2011      |
| 3  | «The Attack Is Coming...» «Seme kitaru wa...» (攻め来たるは…) España: «El ataque se aproxima...»       | 19 de julio de 2011      |
| 4  | «Heruma» «Heruma» (ヘルマ) España: «Mira hacia delante»                                                | 26 de julio de 2011      |
| 5  | «Back Home...» «Kokyō e...» (故郷へ…) España: «De vuelta a casa»                                       | 2 de agosto de 2011      |
| 6  | «Karakami Village» «Sora Mori-mura» (空守村) España: «La villa Karakami»                               | 9 de agosto de 2011      |
| 7  | «Portrait of Memories» «Tsuioku no Shōzō» (追憶の肖像) España: «Retrato de memorias»                   | 16 de agosto de 2011     |
| 8  | «The Role of God» «Kamisama no yakuwari» (神様の役割) España: «El rol de un Dios»                      | 23 de agosto de 2011     |
| 9  | «Tangled Relations» «In'nen no uzu» (因縁の渦) España: «Relaciones complicadas»                        | 30 de agosto de 2011     |
| 10 | «The Princess Arrives» «Biki, ryōran» (美姫、繚乱) España: «Llega la princesa»                         | 6 de septiembre de 2011  |
| 11 | «Hibino Kidnapped» «Toraware no hibino» (囚われの日々乃) España: «Hibino es secuestrada»               | 13 de septiembre de 2011 |
| 12 | «Out of Control» «Bōsō» (暴走) España: «Fuera de control»                                              | 20 de septiembre de 2011 |
| 13 | «Kuga Kyohei, the Seki» «Seki Kuga Tadashi Taira» (隻・枸雅匡平) España: «Kuga Kyohei, el seki»        | 27 de septiembre de 2011 |